# チャールズ・フランシス・アダムズ (3世)

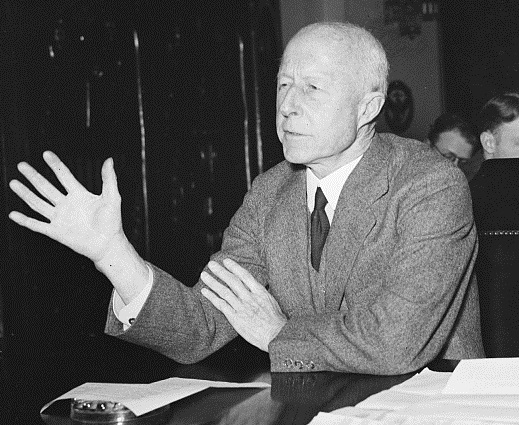
チャールズ・フランシス・アダムズ3世（1934年撮影）

チャールズ・フランシス・アダムズ（Charles Francis Adams, 1866年8月2日 - 1954年6月10日）は、アメリカ合衆国の政治家、ヨット競技者。1929年から1933年までハーバート・フーヴァー大統領の下で第44代アメリカ合衆国海軍長官を務めた。チャールズ・フランシス・アダムズ・シニアは祖父、チャールズ・フランシス・アダムズ・ジュニアは叔父である。彼が政治家を務めたため、アダムズ家はジョン・アダムズから5代連続で政治家を輩出することになった。

## 経歴
1866年、アダムズはマサチューセッツ州クインシーにおいて、マサチューセッツ州下院議員ジョン・クィンシー・アダムズと、第5代アメリカ合衆国海軍長官ベンジャミン・ウィリアムズ・クラウニンシールドの孫娘ファニー・カドワラダー・クラウニンシールド（Fannie Cadwallader Crowninshield, 1839年10月15日 - 1911年5月16日）との間に生まれた。アダムズは1888年にハーバード大学を優等で卒業し、1892年にハーバード大学法学大学院を修了した。アダムズは弁護士業を経て、実業家となった。
1899年4月3日、アダムズはワシントンD.C.において、合衆国下院議員ウィリアム・クロード・ラヴァリングの娘フランシス・ラヴァリング (Frances Lovering, 1869-????) と結婚した。2人は以下の子供をもうけた。
- キャサリン・アダムズ（Catherine Adams, 1902年1月13日 - 1988年9月28日）
- チャールズ・フランシス・アダムズ（Charles Francis Adams, 1910年5月2日 - 1999年1月5日）

1920年、アダムズはアメリカスカップで合衆国の防衛艇リゾリュートのスキッパーを務め、勝利を収めた。アダムズは間もなく「アメリカの操舵手ディーン」として知られるようになった。

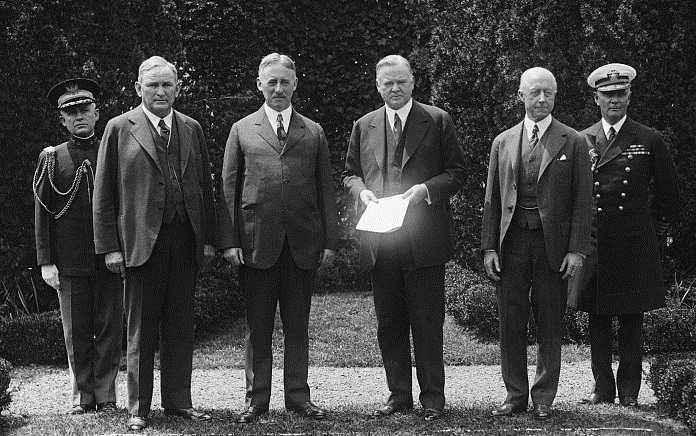
1930年。ヘンリー・スティムソン国務長官（中央左）、ハーバート・フーヴァー大統領（中央右）、チャールズ・フランシス・アダムズ海軍長官（右から2番目）

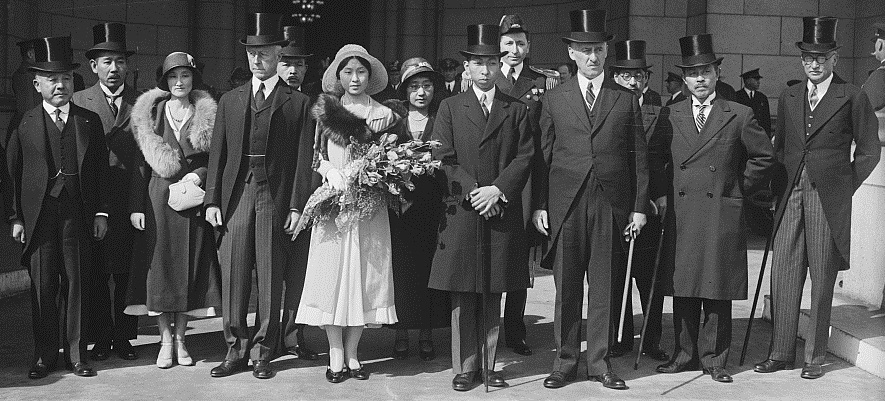
1931年。ワシントンを訪れた日本人と見られる一団と写真に収まるチャールズ・フランシス・アダムズ海軍長官（左から4番目）

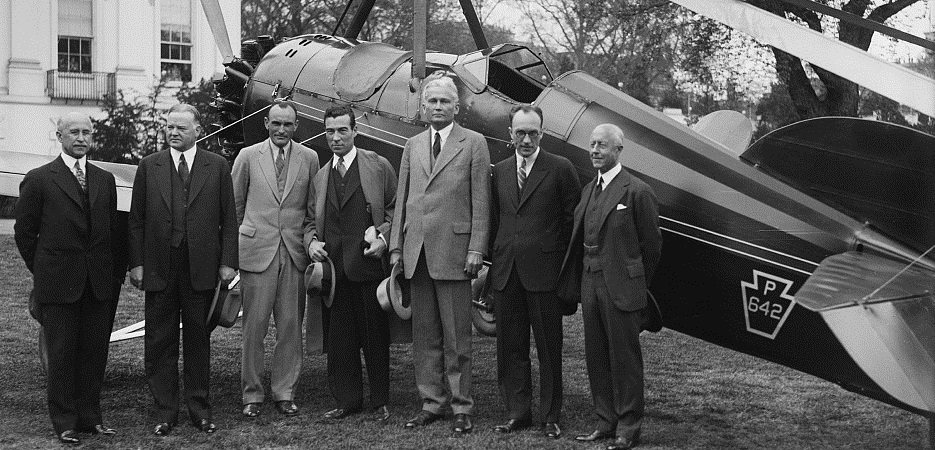
1931年。ホワイトハウス外の航空機の前で記念撮影をするハーバート・フーヴァー大統領（左から2番目）、チャールズ・フランシス・アダムズ海軍長官（一番右）

アダムズは1929年から1933年までアメリカ合衆国海軍長官を務めた。アダムズは海軍が国際関係の維持に重要な役割を果たしていることを精力的にアピールし、海軍に対する国民の理解を促した。アダムズは世界恐慌による厳しい経済情勢の中、海軍力の維持と効率化のために奔走した。アダムズは1930年のロンドン海軍軍縮会議においてイギリスと合衆国の海軍力の均衡維持に貢献した。
1954年、アダムズはマサチューセッツ州ボストンで死去した。アダムズの遺体は同州クィンシーのマウント・ウォラストン墓地に埋葬された。
ヨットレースのチャールズ・フランシス・アダムズ記念杯は、アダムズを記念して創設された。合衆国海軍のミサイル駆逐艦チャールズ・F・アダムズもまたアダムズを記念して命名された。